# White Palace
White Palace es una película de 1990 dirigida por Luis Mandoki y protagonizada por Susan Sarandon y James Spader.

## Elenco
| Actor           | Papel          |
| --------------- | -------------- |
| Susan Sarandon  | Nora Baker     |
| James Spader    | Max Baron      |
| Jason Alexander | Neil           |
| Kathy Bates     | Rosemary       |
| Eileen Brennan  | Judy           |
| Steven Hill     | Sol Horowitz   |
| Rachel Chagall  | Rachel         |
| Corey Parker    | Larry Klugman  |
| Renee Taylor    | Edith Baron    |
| Jonathan Penner | Marv Miller    |
| Barbara Howard  | Sherri Klugman |
| Kim Myers       | Heidi Solomon  |
| Mitzi McCall    | Sophie Rosen   |